# Mokelumne (rivier)
De Mokelumne (Engels: Mokelumne River) is een waterloop in de Amerikaanse staat Californië. Ze ontspringt in de centrale Sierra Nevada en stroomt westwaarts tot in de Central Valley, waar ze uitmondt in de Sacramento-San Joaquindelta, meer bepaald in het San Joaquin River-Stockton Deepwater Shipping Channel. 
De naam is afkomstig uit het Plains Miwok en betekent 'volk van het visnet'. In het Engels wordt de naam uitgesproken als /məˈkʌləmni/ of /məˈkʌləmi/.
Gemeten van de bron van de North Fork tot aan de monding, meet de rivier 253 kilometer. Gemeten vanaf de samenvloeiing van de North Fork en Middle Fork, is de Mokelumne 153 kilometer lang. Samen met zijn belangrijkste zijrivier, de Cosumnes, watert de rivier een gebied van 5550 km² af, verspreid over Alpine, Amador, Calaveras, El Dorado, Sacramento County en San Joaquin County. Ten noorden ervan ligt het stroomgebied van de American River, ten zuiden die van de Calaveras en Stanislaus.
De benedenloop wordt intensief gebruikt voor irrigatiewater. Het 153 kilometer lange Mokelumneaquaduct voert drinkwater af van het Pardee Reservoir naar de East Bay ten oosten van San Francisco.